# Aegosoma scabricorne
Aegosoma scabricorne là một loài bọ cánh cứng trong họ Cerambycidae.

## Hình ảnh

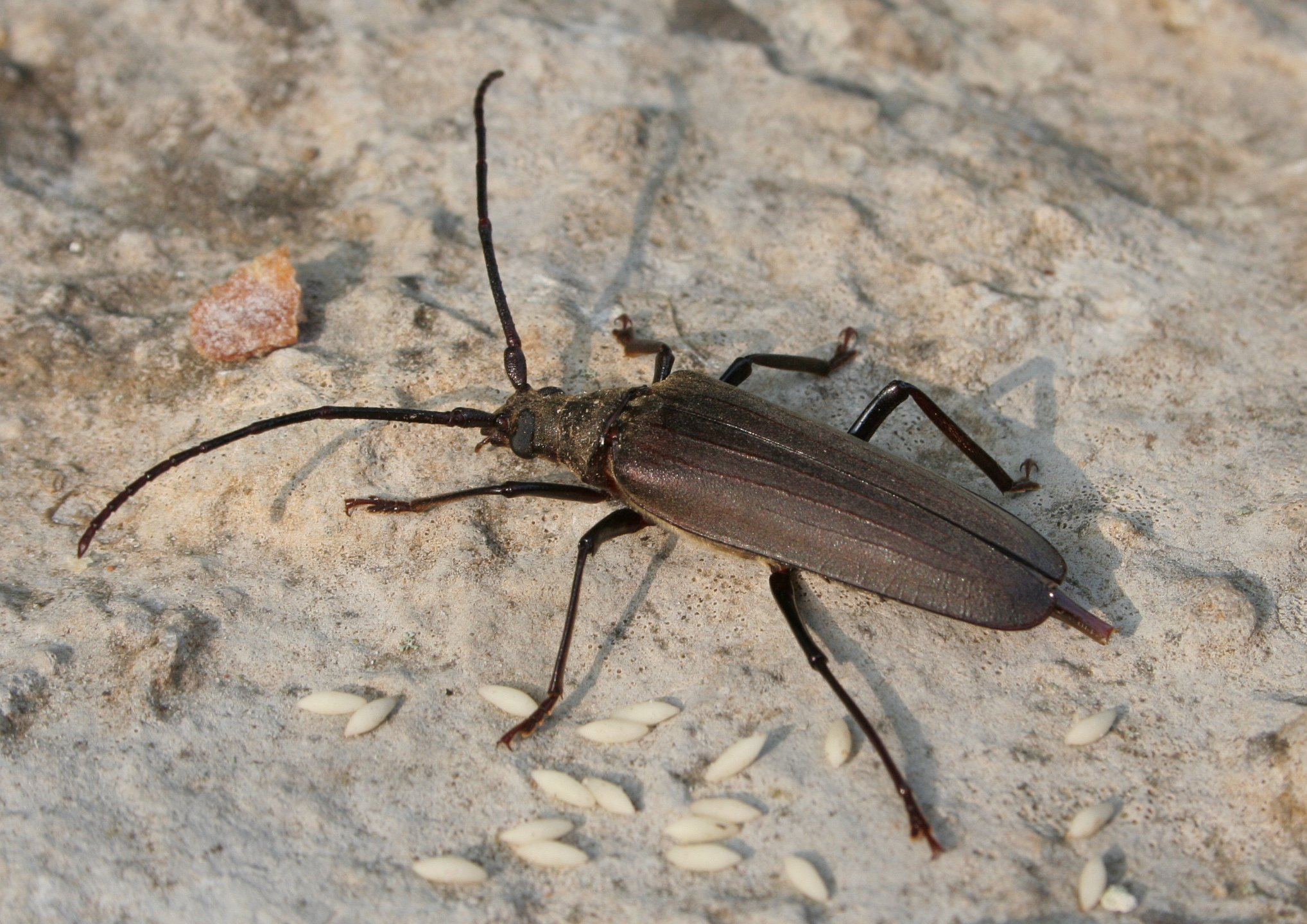
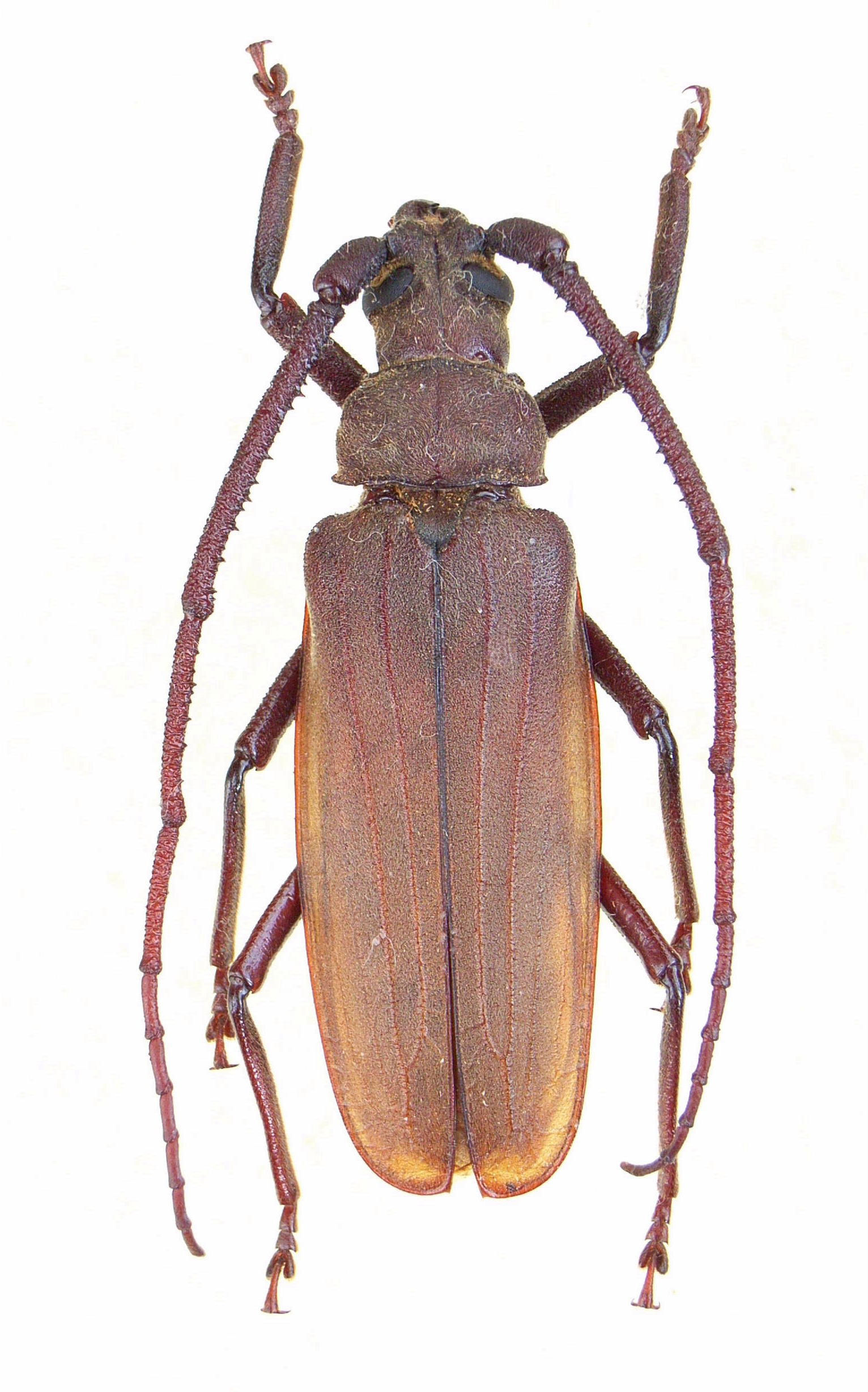
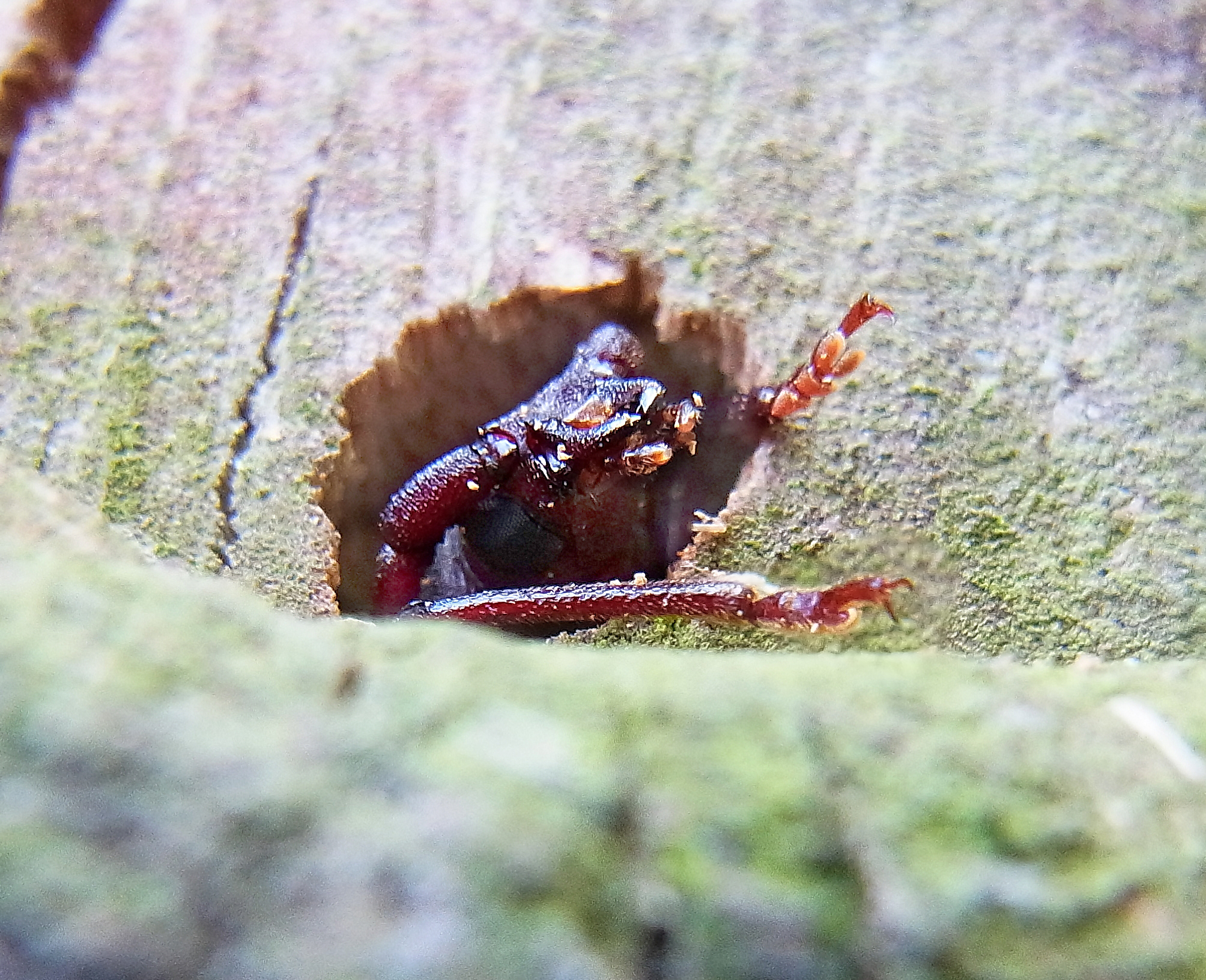
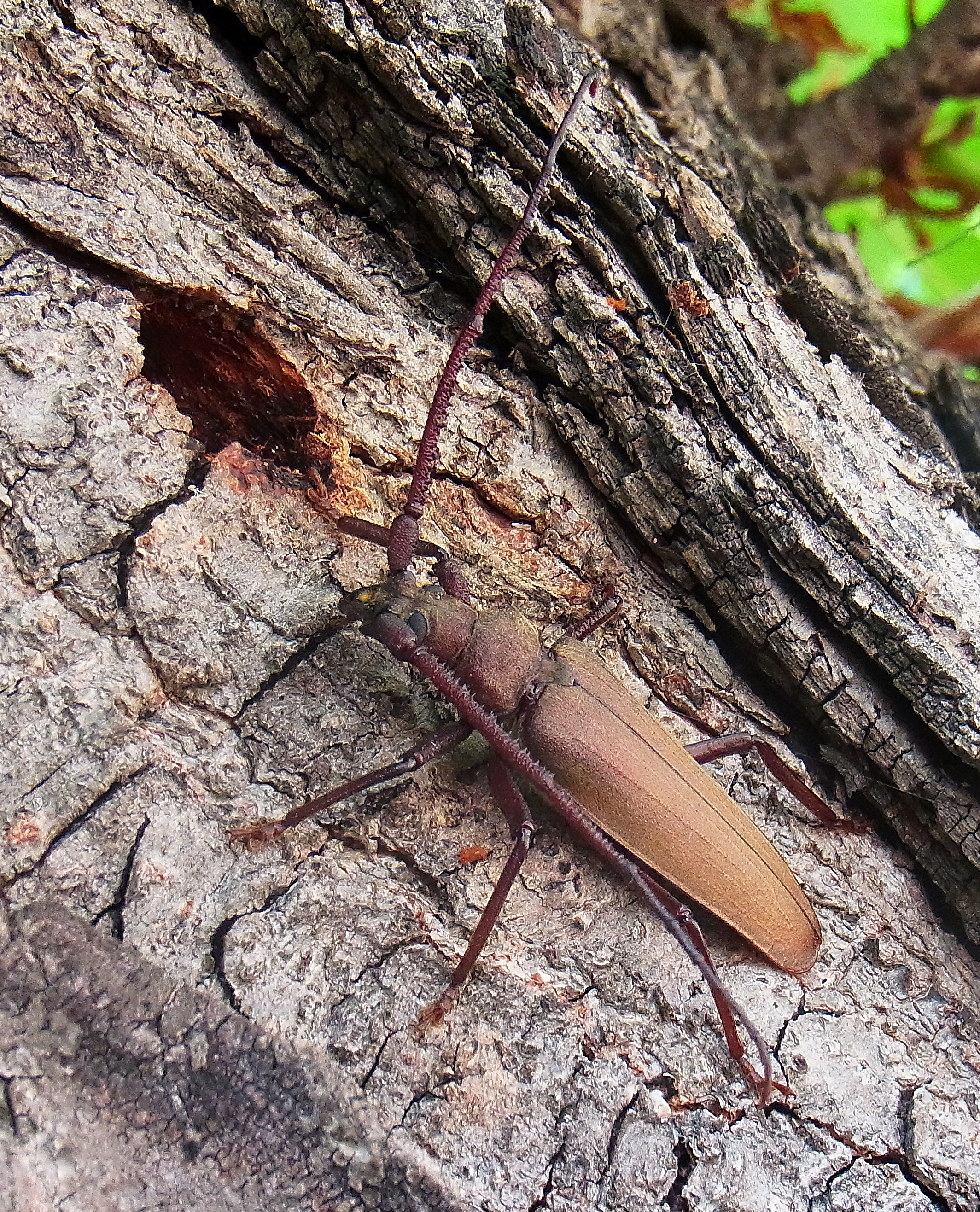